# Nebelhorn Trophy de 2012
Nebelhorn Trophy de 2012 foi a quadragésima quarta edição do Nebelhorn Trophy, um evento anual de patinação artística no gelo organizado pela União Alemã de Patinação no Gelo (em alemão:  Deutsche Eislauf-Union). A competição foi disputada entre os dias 27 de setembro e 29 de setembro, na cidade de Oberstdorf, Alemanha.

## Eventos
- Individual masculino
- Individual feminino
- Duplas
- Dança no gelo

## Medalhistas
| Evento                        | Ouro                                        | Prata                                          | Bronze                                         |
| Individual masculino detalhes | Nobunari Oda · Japão                        | Konstantin Menshov · Rússia                    | Keegan Messing · Estados Unidos                |
| Individual feminino detalhes  | Kaetlyn Osmond · Canadá                     | Adelina Sotnikova · Rússia                     | Haruka Imai · Japão                            |
| Duplas detalhes               | Tatiana Volosozhar · Maxim Trankov · Rússia | Caydee Denney · John Coughlin · Estados Unidos | Vanessa James · Morgan Ciprès · França         |
| Dança no gelo detalhes        | Madison Chock · Evan Bates · Estados Unidos | Julia Zlobina · Alexei Sitnikov · Azerbaijão   | Nelli Zhiganshina · Alexander Gazsi · Alemanha |

## Resultados

### Individual masculino
| Pos.              | Nome                     | Nacionalidade    | Pontos | PC         | PL          |
| ----------------- | ------------------------ | ---------------- | ------ | ---------- | ----------- |
| Medalha de ouro   | Nobunari Oda             | Japão            | 233.33 | 79.64 (1)  | 153.69 (1)  |
| Medalha de prata  | Konstantin Menshov       | Rússia           | 212.94 | 69.30 (2)  | 143.64 (2)  |
| Medalha de bronze | Keegan Messing           | Estados Unidos   | 210.78 | 68.56 (3)  | 142.22 (4)  |
| 4                 | Stephen Carriere         | Estados Unidos   | 209.11 | 65.68 (8)  | 143.43 (3)  |
| 5                 | Michal Březina           | República Tcheca | 201.71 | 67.78 (5)  | 133.93 (7)  |
| 6                 | Tomáš Verner             | República Tcheca | 199.98 | 60.69 (10) | 139.29 (5)  |
| 7                 | Denis Ten                | Cazaquistão      | 198.39 | 67.88 (4)  | 130.51 (8)  |
| 8                 | Ivan Bariev              | Rússia           | 196.54 | 60.05 (11) | 136.49 (6)  |
| 9                 | Andrei Rogozine          | Canadá           | 196.27 | 67.31 (7)  | 128.96 (9)  |
| 10                | Peter Liebers            | Alemanha         | 195.59 | 67.41 (6)  | 128.18 (10) |
| 11                | Paul Bonifacio Parkinson | Itália           | 179.25 | 58.93 (12) | 120.32 (11) |
| 12                | Alexander Majorov        | Suécia           | 175.22 | 61.55 (9)  | 113.67 (14) |
| 13                | Paolo Bacchini           | Itália           | 175.04 | 60.69 (13) | 118.57 (13) |
| 14                | Elladj Baldé             | Canadá           | 171.83 | 54.41 (18) | 119.82 (12) |
| 15                | Alexei Bychenko          | Israel           | 165.59 | 53.29 (17) | 112.30 (15) |
| 16                | Paul Fentz               | Alemanha         | 163.15 | 53.44 (16) | 109.71 (16) |
| 17                | Maciej Cieplucha         | Polônia          | 154.95 | 47.51 (22) | 107.44 (17) |
| 18                | Phillip Harris           | Reino Unido      | 154.80 | 52.01 (14) | 100.39 (18) |
| 19                | Yakov Godorozha          | Ucrânia          | 148.81 | 51.41 (15) | 94.47 (19)  |
| 20                | Zoltán Kelemen           | Romênia          | 142.10 | 48.68 (21) | 93.42 (20)  |
| 21                | Vitali Luchanok          | Bielorrússia     | 141.11 | 48.68 (20) | 91.43 (21)  |
| 22                | Valtter Virtanen         | Finlândia        | 136.97 | 51.41 (19) | 85.56 (22)  |
| 23                | Luiz Manella             | Brasil           | 131.96 | 47.33 (23) | 84.63 (23)  |
| 24                | Mark Webster             | Austrália        | 117.05 | 40.53 (24) | 76.52 (24)  |

### Individual feminino
| Pos.              | Nome                | Nacionalidade    | Pontos | PC         | PL         |
| ----------------- | ------------------- | ---------------- | ------ | ---------- | ---------- |
| Medalha de ouro   | Kaetlyn Osmond      | Canadá           | 170.19 | 55.68 (2)  | 114.51 (1) |
| Medalha de prata  | Adelina Sotnikova   | Rússia           | 168.23 | 58.48 (1)  | 109.75 (2) |
| Medalha de bronze | Haruka Imai         | Japão            | 153.64 | 47.70 (9)  | 105.94 (3) |
| 4                 | Jelena Glebova      | Estônia          | 152.36 | 54.26 (3)  | 98.10 (4)  |
| 5                 | Polina Shelepen     | Rússia           | 147.59 | 53.63 (4)  | 93.96 (6)  |
| 6                 | Viktoria Helgesson  | Suécia           | 145.16 | 48.17 (7)  | 96.99 (5)  |
| 7                 | Nathalie Weinzierl  | Alemanha         | 142.96 | 49.64 (5)  | 93.32 (7)  |
| 8                 | Brooklee Han        | Austrália        | 142.02 | 49.08 (6)  | 92.94 (8)  |
| 9                 | Juulia Turkkila     | Finlândia        | 137.36 | 47.70 (8)  | 89.66 (9)  |
| 10                | Sarah Hecken        | Alemanha         | 125.66 | 43.12 (11) | 82.54 (11) |
| 11                | Isadora Williams    | Brasil           | 124.91 | 41.96 (12) | 82.95 (10) |
| 12                | Caroline Zhang      | Estados Unidos   | 124.13 | 45.43 (10) | 78.70 (12) |
| 13                | Kerstin Frank       | Áustria          | 114.35 | 41.60 (13) | 72.75 (16) |
| 14                | Reyna Hamui         | México           | 114.03 | 40.04 (14) | 73.99 (15) |
| 15                | Fleur Maxwell       | Luxemburgo       | 110.92 | 36.10 (17) | 74.82 (14) |
| 16                | Eliška Březinová    | República Tcheca | 109.42 | 34.22 (20) | 75.20 (13) |
| 17                | Carol Bressanutti   | Itália           | 105.26 | 39.16 (15) | 66.10 (17) |
| 18                | Marina Seeh         | Sérvia           | 102.68 | 37.11 (16) | 65.57 (18) |
| 19                | Nea Viiri           | Finlândia        | 99.31  | 35.02 (19) | 64.29 (19) |
| 20                | Rosaliina Kuparinen | Finlândia        | 97.45  | 35.12 (18) | 62.33 (20) |
| 21                | Lejeanne Marais     | África do Sul    | 91.10  | 29.64 (22) | 61.46 (21) |
| 22                | Dominika Murckova   | Eslováquia       | 83.84  | 30.76 (21) | 53.08 (22) |

### Duplas
| Pos.              | Nome                                      | Nacionalidade  | Pontos | PC        | PL         |
| ----------------- | ----------------------------------------- | -------------- | ------ | --------- | ---------- |
| Medalha de ouro   | Tatiana Volosozhar / Maxim Trankov        | Rússia         | 196.55 | 65.24 (1) | 131.31 (1) |
| Medalha de prata  | Caydee Denney / John Coughlin             | Estados Unidos | 178.90 | 57.29 (2) | 121.61 (2) |
| Medalha de bronze | Vanessa James / Morgan Ciprès             | França         | 151.52 | 55.00 (3) | 96.52 (4)  |
| 4                 | Gretchen Donlan / Andrew Speroff          | Estados Unidos | 145.35 | 43.21 (6) | 102.14 (3) |
| 5                 | Daria Popova / Bruno Massot               | França         | 132.68 | 47.44 (5) | 85.24 (5)  |
| 6                 | Danielle Montalbano / Evgeni Krasnopolski | Israel         | 110.31 | 34.68 (8) | 75.63 (6)  |
| 7                 | Ronja Roll / Gustav Forsgren              | Suécia         | 94.48  | 34.49 (9) | 59.99 (7)  |
| WD                | Vera Bazarova / Yuri Larionov             | Rússia         | —      | 52.43 (4) | — (WD)     |
| WD                | Mari Vartmann / Aaron Van Cleave          | Alemanha       | —      | 37.50 (7) | — (WD)     |

### Dança no gelo
| Pos.              | Nome                                 | Nacionalidade    | Pontos | DC         | DL         |
| ----------------- | ------------------------------------ | ---------------- | ------ | ---------- | ---------- |
| Medalha de ouro   | Madison Chock / Evan Bates           | Estados Unidos   | 147.79 | 56.97 (2)  | 90.82 (1)  |
| Medalha de prata  | Julia Zlobina / Alexei Sitnikov      | Azerbaijão       | 143.59 | 56.95 (3)  | 86.64 (2)  |
| Medalha de bronze | Nelli Zhiganshina / Alexander Gazsi  | Alemanha         | 142.00 | 59.58 (1)  | 82.42 (5)  |
| 4                 | Ksenia Monko / Kirill Khaliavin      | Rússia           | 139.70 | 54.92 (4)  | 84.78 (3)  |
| 5                 | Alexandra Paul / Mitchell Islam      | Canadá           | 137.92 | 54.50 (5)  | 83.42 (4)  |
| 6                 | Siobhan Heekin-Canedy / Dmitri Dun   | Ucrânia          | 132.61 | 54.44 (6)  | 78.17 (6)  |
| 7                 | Kharis Ralph / Asher Hill            | Canadá           | 130.42 | 53.79 (7)  | 76.63 (7)  |
| 8                 | Ramona Elsener / Florian Roost       | Suíça            | 118.33 | 46.62 (9)  | 71.71 (9)  |
| 9                 | Sara Hurtado / Adrià Díaz            | Espanha          | 118.11 | 45.68 (11) | 72.43 (8)  |
| 10                | Lucie Myslivečková / Neil Brown      | República Tcheca | 117.49 | 47.73 (8)  | 69.76 (12) |
| 11                | Charlotte Aiken / Josh Whidborne     | Reino Unido      | 116.69 | 46.12 (10) | 70.57 (11) |
| 12                | Federica Bernardi / Christopher Mior | Itália           | 114.89 | 43.90 (12) | 70.99 (10) |
| 13                | Allison Reed / Vasili Rogov          | Israel           | 107.32 | 42.54 (13) | 64.78 (13) |
| 14                | Emi Hirai / Marien De La Asuncion    | Japão            | 103.50 | 41.82 (14) | 61.68 (14) |
| WD                | Zsuzsanna Nagy / Máté Fejes          | Hungria          | —      | 41.73 (15) | — (WD)     |

## Quadro de medalhas
| Ordem | País           | Medalha de ouro | Medalha de prata | Medalha de bronze |    | Ordem por total |
| ----- | -------------- | --------------- | ---------------- | ----------------- | -- | --------------- |
| 1     | Rússia         | 1               | 2                |                   | 3  | 1               |
| 2     | Estados Unidos | 1               | 1                | 1                 | 3  | 1               |
| 3     | Japão          | 1               |                  | 1                 | 2  | 3               |
| 4     | Canadá         | 1               |                  |                   | 1  | 4               |
| 5     | Azerbaijão     |                 | 1                |                   | 1  | 4               |
| 6     | Alemanha       |                 |                  | 1                 | 1  | 4               |
| 6     | França         |                 |                  | 1                 | 1  | 4               |
| TOTAL | TOTAL          | 4               | 4                | 4                 | 12 | —               |